# Европски економски простор
Европски економски простор (ЕЕП, понекад се преводи и као Европска економска зона (ЕЕЗ); енгл. European Economic Area (EEA)) настао је 1. јануара 1994. споразумом између Европске слободне трговинске асоцијације (ЕФТА) и Европске уније (ЕУ). ЕЕП је створен како би се омогућило земљама ЕФТА да учествују у јединственом слободном тржишту, а да не морају приступити Европској унији.
Европски економски простор не треба мешати са Европском економском заједницом (ЕЕЗ), слободним тржиштем и организацијом успостављеним 1958. и најважнијим делом Европске заједнице, једног од три стуба-носача Европске уније.

## Чланство
На референдуму, швајцарски грађани су одлучили да не желе учествовати у Европском економском простору. Уместо тога, Швајцарска је повезана са Европском унијом са посебним билатералним споразумом, са одредбама другачијим од споразума ЕЕП.
Садашње чланство ЕЕП се састоји од:
- свих 27 држава  Европске уније;
- као и три од четири земље ЕФТЕ (без Швајцарске) 
  -  Исланд
  -  Лихтенштајн
  -  Норвешка

## Начела ЕЕП
Слободна размена:
- добара
- услуга
- капитала
- слобода кретања људи

## Институције
Институције Европског економског простора се састоје из држава чланица, као и Европске комисије која заступа ЕУ, и имају функцију усклађивања законодавства законима Уније у земљама које нису чланице. Савет чланица ЕЕП се састаје двапут годишње да добију извештај о односу између земаља чланица.